# Маб (спутник)
Маб (англ. Mab) — спутник планеты Уран.
Была открыта 25 августа 2003 года Марком Шоуолтером и Джеком Лиссауэром с помощью космического телескопа «Хаббл».
Названа по имени феи из английского фольклора, упоминаемой в пьесе Шекспира «Ромео и Джульетта».
Вслед за открытием получила временное обозначение S/2003 U 1. Также обозначается как Уран XXVI.
Поскольку этот спутник мал как по размеру, так и по отражательной способности, он не был обнаружен на подробно исследованных изображениях, сделанных аппаратом «Вояджер-2» во время его прохождения возле Урана в 1986 году. При этом Маб ярче по сравнению с другим спутником, Пердитой, которая была открыта по фотографиям «Вояджера-2» в 1999 году. Этот факт побудил учёных повторно исследовать старые снимки, и Маб была на них обнаружена.
Размеры Маб определены с малой точностью. Если она так же темна, как Пак, то она имеет 24 км в диаметре. Если же она так же ярка, как соседняя Миранда, то по размерам уступит даже Купидону, соответствуя по размерам самым мелким дальним спутникам Урана.
Орбита Маб испытывает сильные возмущения. Источник возмущений до сих пор неясен, однако считается, что влияние оказывают соседние спутники.
Маб обращается на одном расстоянии от Урана с недавно открытым пылевым кольцом R/2003 U 1. Размеры Маб близки к оптимальным для образования пыли: более крупные спутники собирают собственную пыль силой гравитации, а у более мелких слишком мала площадь поверхности для подпитывания кольца путём столкновений с частицами кольца или метеороидами. Аналогичных колец не обнаружено для Пердиты и Купидона, вероятно, из-за того, что Белинда собирает их пыль.